# Carl Axel Hagelberg
Carl Axel Hagelberg, född 18 januari 1881 i Göteborg, död 28 juli 1950 i Karlstad, var en svensk arkitekt.

## Biografi
Hagelberg studerade vid Chalmers tekniska läroanstalt  till 1904 med vidare studier vid Kungliga tekniska högskolan i Stockholm på arkitekturavdelningens fjärde årskurs.
Han företog studieresor till Tyskland, Frankrike, Österrike och Italien. Han drev egen verksamhet genom C A Hagelbergs arkitektbyrå i Karlstad, där en stor del av hans produktion återfinns. I de nya villakvarteren som växte fram i stadsdelen Klara på 1910- och 20-talen ritade han exempelvis sju av de tolv husen, däribland den egna bostaden.
Han var från 1920 till hustruns bortgång gift med Elin Kristina Karlsson (1886–1941).

## Verk i urval
- Villa, Hallbergsgatan 2, Uddevalla (1912)[5]

- Badhus och realskola med flera byggnader i Strömstad.
- Folkets hus och hotell flera byggnader i Skoghall, Värmland.
- Stationer och järnvägsbyggnader för Åmål–Årjängs Järnväg i Värmland och Dalsland.[6]
- 3 stenhus i Göteborg.
- 6 ålderdomshem, ca 10 fabriker, huvudsakligen i Värmland.
- 3 begravningskapell.
- ca. 200 affärshus, bostadshus och villor i olika delar av landet.

## Bilder på några villor på Klara i Karlstad

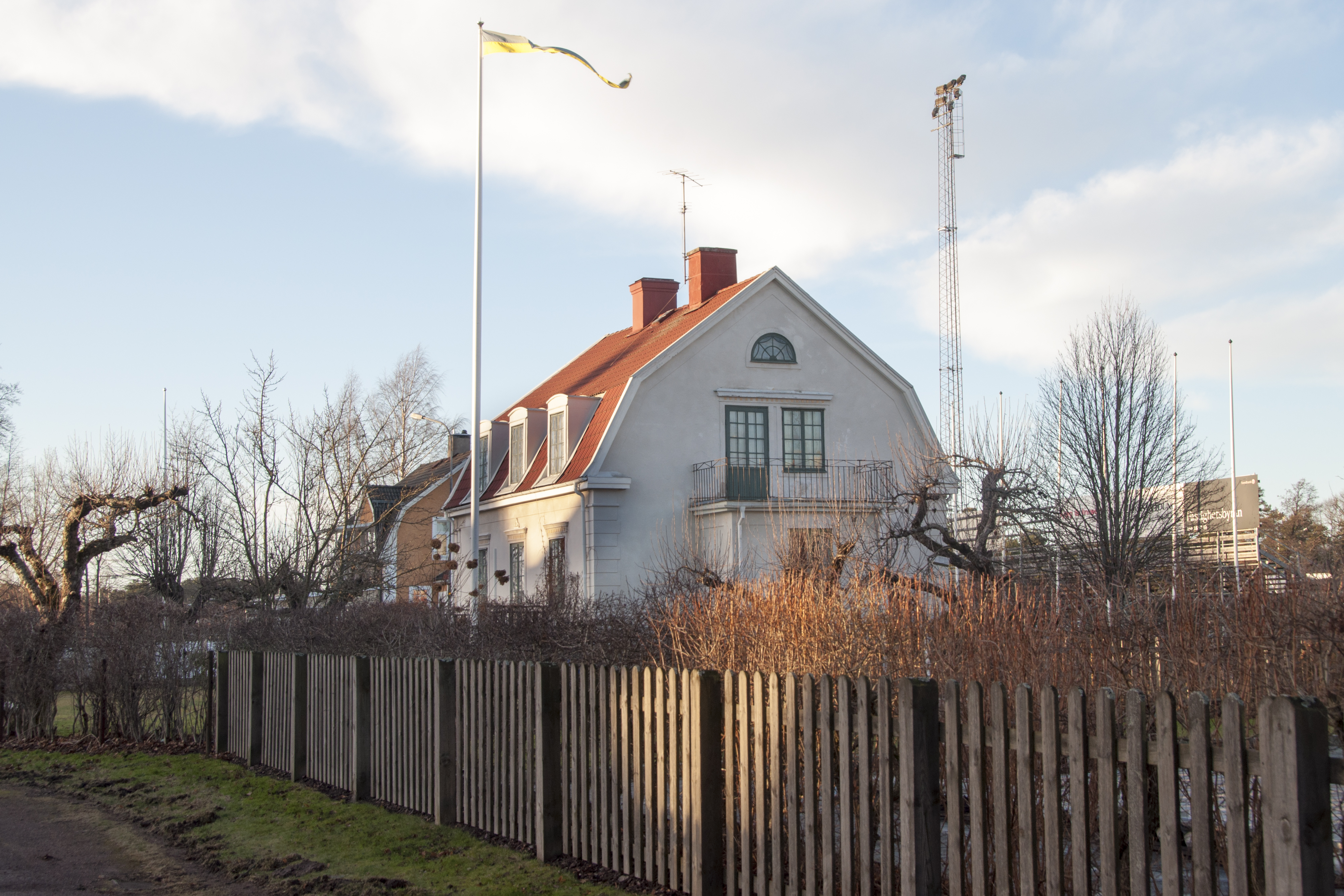
Egna bostaden, Regementsgatan 11
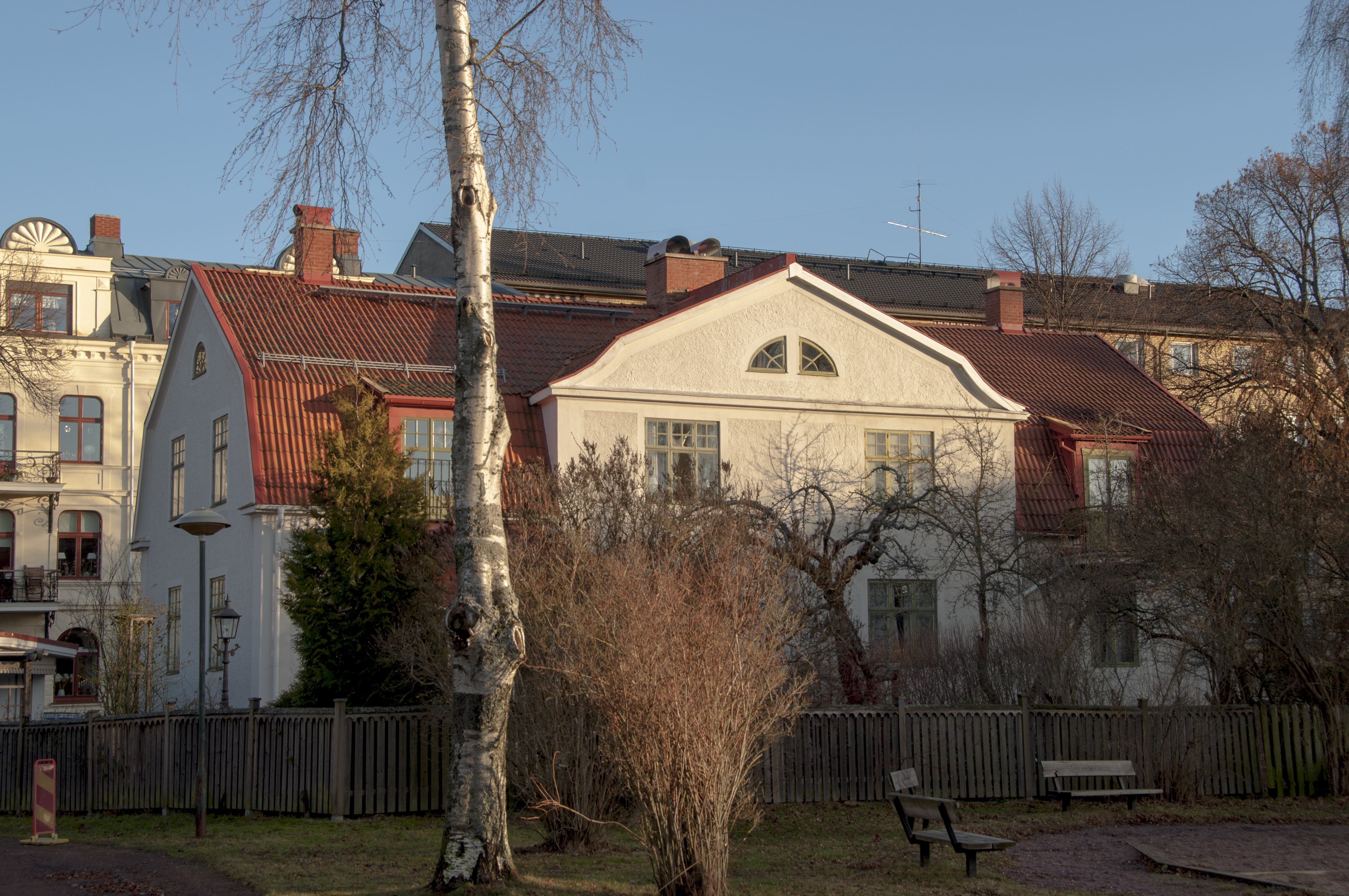
Malmtorgsgatan 17-19
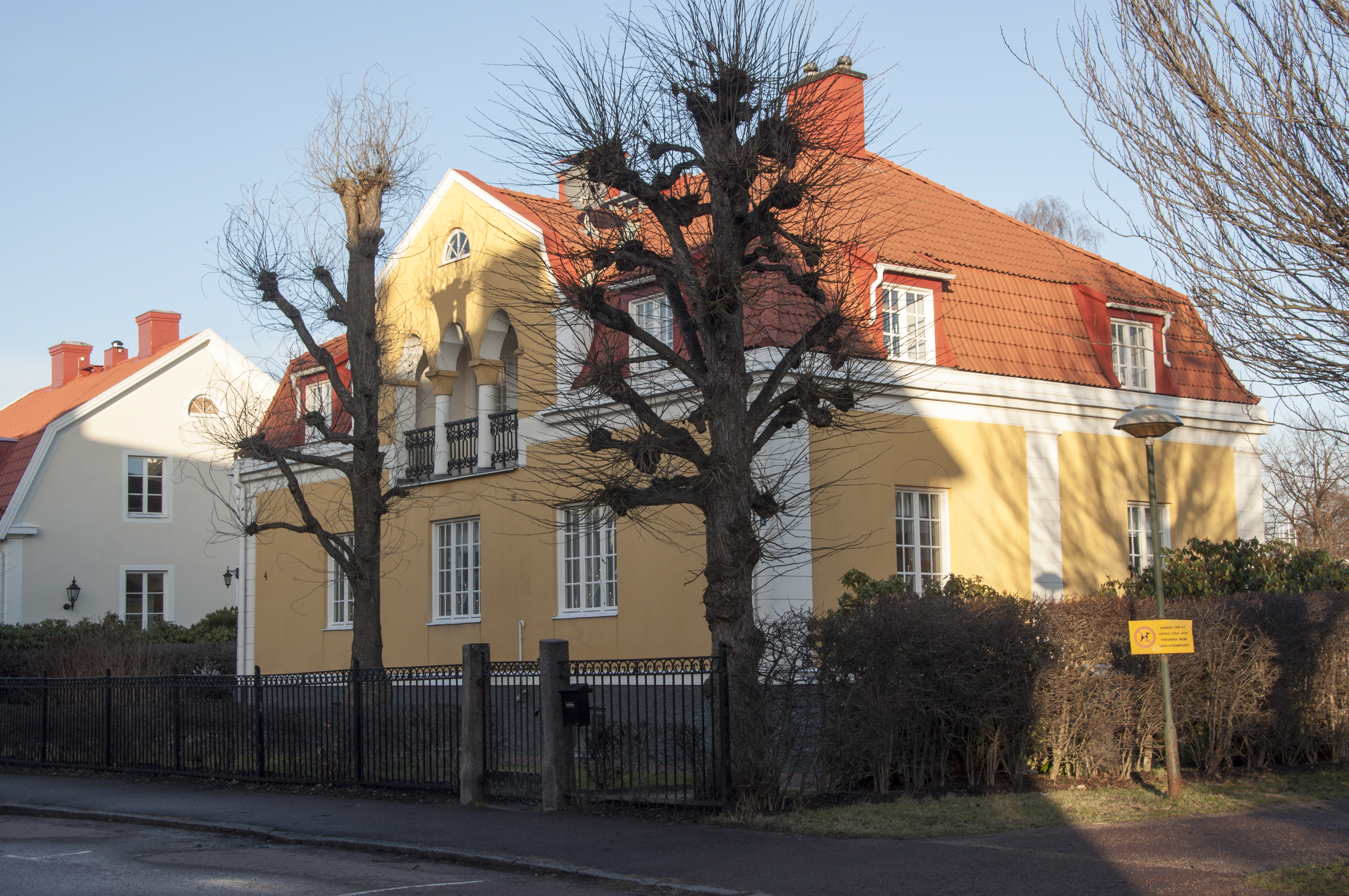
Alvar Torells villa, Odengatan 4
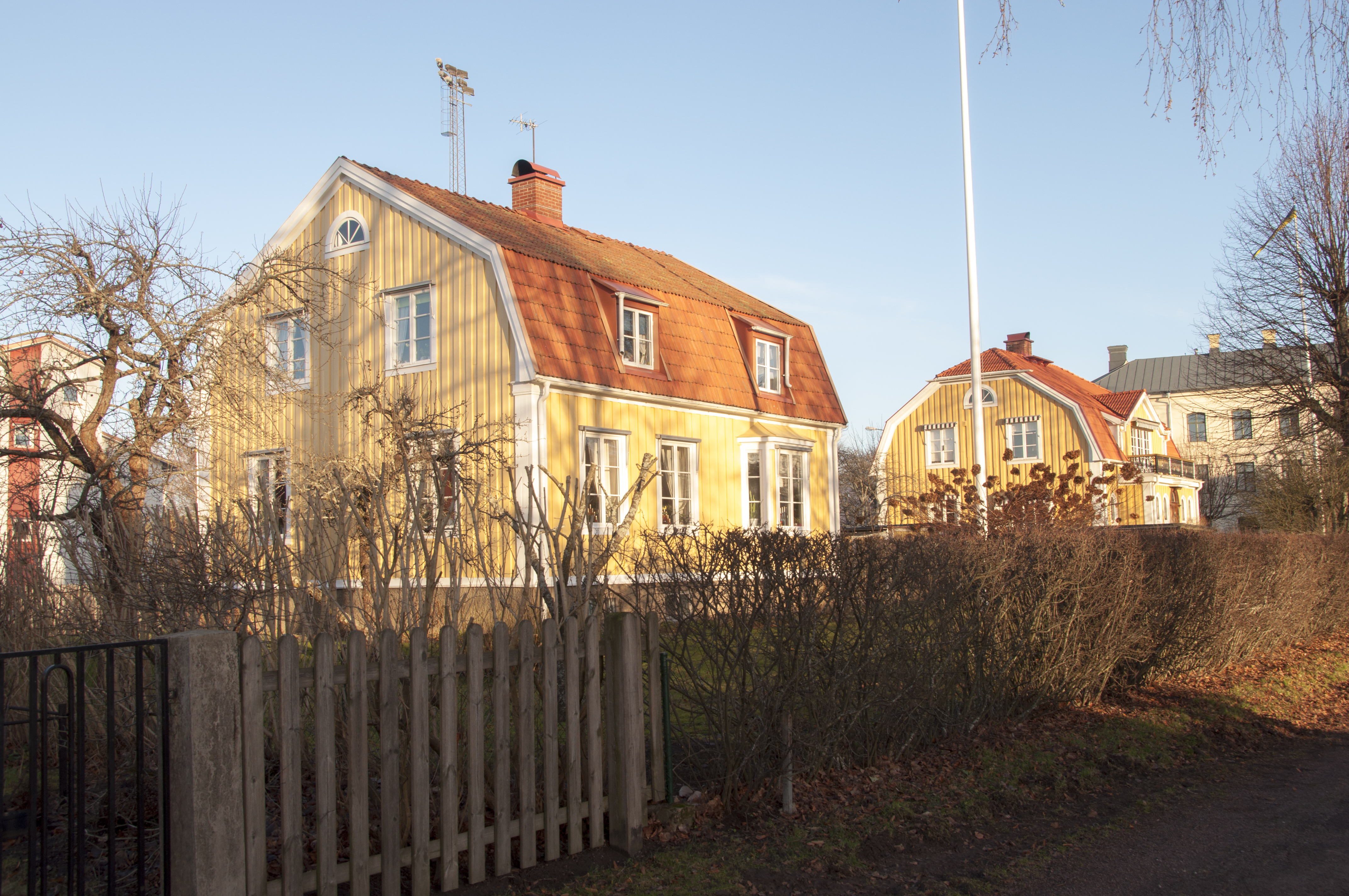
T. Huss villa, Regementsgatan 7 & G. Strömbergs villa, Regementsgatan 5
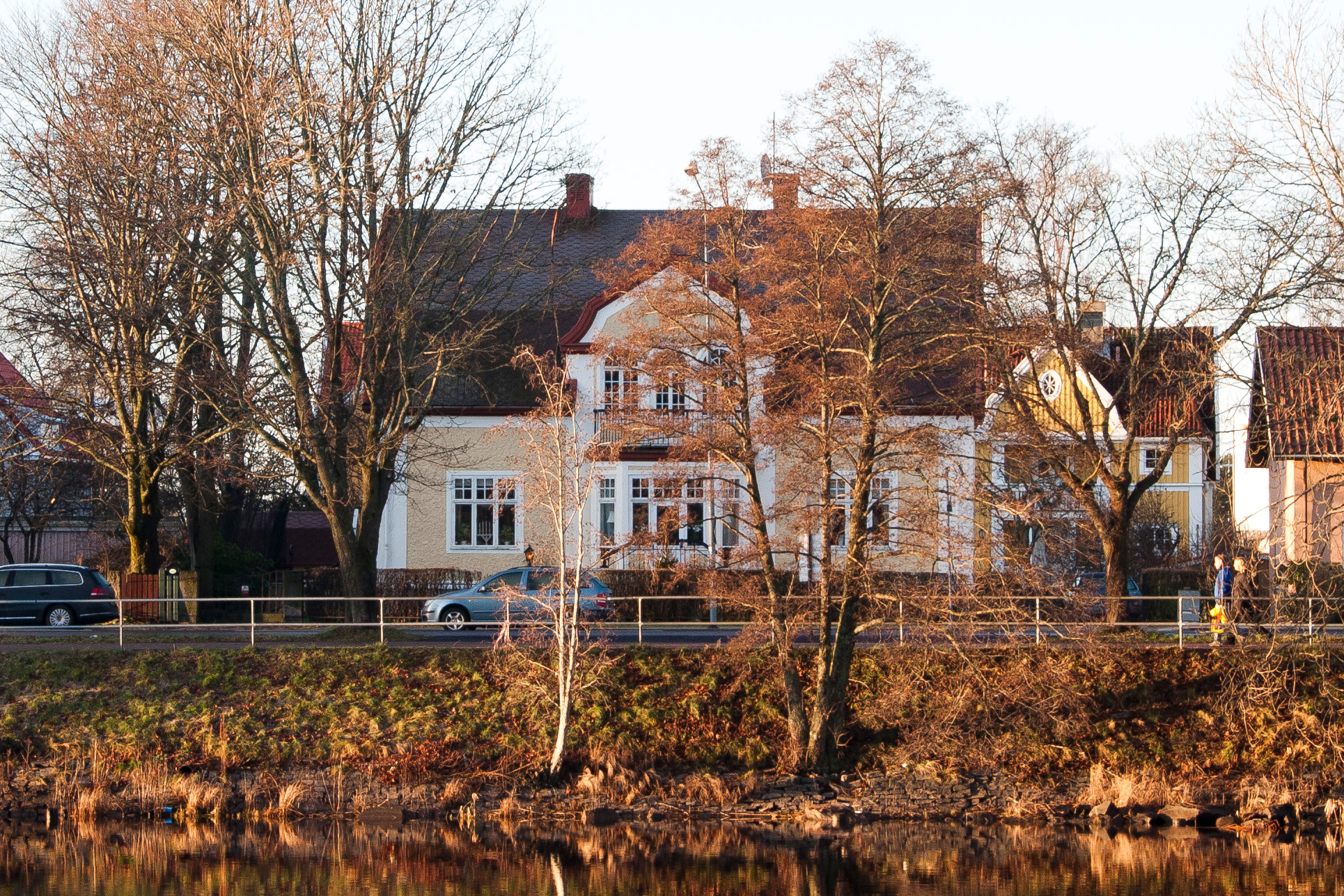
J. Rudéns villa, Sandbäcksgatan 25